# ザ・ビーチ (2019年の映画)
『ザ・ビーチ』（The Beach House）は、2019年のアメリカ合衆国のホラー映画。監督・脚本はジェフリー・A・ブラウン、出演はリアナ・リベラトとノア・ル・グロスなど。休暇でビーチハウスを訪れた1組のカップルが遭遇する得体の知れない恐怖を描いている。
2019年9月に開催されたストラスブール・ヨーロッパ・ファンタスティック映画祭で初上映された。
アレックス・ガーランドの小説及びそれを原作にした映画『ザ・ビーチ』とは無関係。

## ストーリー
とある田舎町にある美しいビーチを訪れた人々が、突如現れた不気味な生物に襲われる。

## キャスト
- エミリー: リアナ・リベラト[8]
- ランドル（ランディ）: ノア・ル・グロス
- ジェーン: マリアン・ナゲル
- ミッチ: ジェイク・ウェバー[8]
- 警察官: マイケル・ブラムフィールド

## 作品の評価
Rotten Tomatoesによれば、109件の評論のうち高評価は81%にあたる88件で、平均点は10点満点中6.5点、批評家の一致した見解は「脚本・監督のジェフリー・A・ブラウンによる魅力的で不安にさせるデビュー作である『ザ・ビーチ』は、独創的で野心的なホラー映画のファンに愉快なほど残酷な逃避行を提供している。」となっている。
Metacriticによれば、13件の評論のうち、高評価は8件、賛否混在は5件、低評価はなく、平均点は100点満点中64点となっている。